# Lasse Karlsson (manager)
Lasse Karlsson, född 24 september 1970, är en svensk konsertproducent och manager för svenska artister.
Lasse Karlsson började turnera som med olika mobila discjockeys 1986 och under hösten 1989 fick han anställning på Alive Production, ett turnébolag som främst jobbade med show och mindre artister. En kort tid senare började Karlsson en tjänst som turnéagent på företaget Siljemark Promotion.
Karlsson startade bolaget Basic Music 1992 då han tillsammans med popgruppen Ace of Base hade haft stor framgång. Han har arbetat genom United Stage Artist där han som agent och konsert producent mellan 2002 och 2008 var en del i allt från arenakonserter till klubbturnéer med bland annat Carola Häggkvist, Helena Paparitzou och Martin Stenmarck med flera.
2008 kontrakterades Lasse Karlsson av Warner Music Sweden som Sverige ansvarig för utvecklingen av affärsområdet New Business inom skivindustrin med fokus på Konsert, Turné, Sponsring och partnerskap. Uppdraget innefattade Rhapsody in Rock, Andreas Johnson, Christer Sjögren med flera, innan det avslutades efter två år.
Idag drivs Basic Music som ett fristående och renodlat management och strategibolag i samarbete med konsert och turnébolaget Lifeline Entertainment. 
Lasse Karlsson är även delägare och representerar produktionsenheten och förlaget LaCarr Music